# Oreste Baratieri

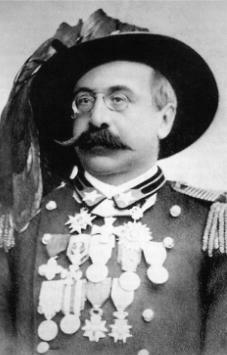
Oreste Baratieri

Oreste Baratieri (* 13. November 1841 in Condino; † 8. August 1901 in Sterzing) war ein italienischer General und Politiker. Von Februar 1892 bis März 1896 war er Gouverneur der Kolonie Eritrea und wurde nach der Schlacht von Adua abgesetzt.

## Leben
Oreste Baratieri wurde in der Grafschaft Tirol als Oreste Barater geboren. Seine Eltern waren Domenico Barater aus Albaredo bei Rovereto und Lucia Zanella aus dem Val di Sole. Er italianisierte später zu einem unbekannten Zeitpunkt seinen Nachnamen in Barattieri und dann in Baratieri.
Bereits in seiner Jugend pflegte er Kontakte mit Irredentisten, darunter dem wesentlich älteren Rechtsanwalt Alfonso Cioli, den er in seinen Briefen liebevoll als Vater bezeichnete. Er besuchte zunächst die Volks- und Mittelschule in Rovereto und Trient und anschließend das Benediktinergymnasium in Meran.
1859 ging Baratieri nach Mailand. Ein Jahr darauf schloss er sich trotz seiner starken Kurzsichtigkeit den Rothemden Giuseppe Garibaldis an und nahm am Zug der Tausend in Sizilien teil. Unter den Freischärlern Garibaldis machte er bald Karriere und wurde noch 1860 zum Hauptmann befördert. Bei der Einnahme von Capua 1860 wurde er mit der silbernen Tapferkeitsmedaille ausgezeichnet. 1862 trat er in das königliche italienische Heer ein, blieb aber weiter den Rothemden Garibaldis verbunden. In der Schlacht bei Custozza im Dritten Italienischen Unabhängigkeitskrieg 1866 erhielt er die bronzene Tapferkeitsmedaille.
Im Januar 1867 heiratete er. Im gleichen Jahr nahm er an der Schlacht bei Mentana teil, die in einer Niederlage Garibaldis gegen die unter dem Befehl von Hermann Kanzler stehenden zahlenmäßig weit überlegenen Truppen des Kirchenstaates und der französischen Verbündeten endete.
1872 wurde ihm im regulären königlichen Heer der Rang eines Hauptmanns anerkannt. In den 1870er Jahren nahm er für die italienische geografische Gesellschaft an einer wissenschaftlichen Reise nach Tunesien teil. 1876 wurde er Abgeordneter der Camera dei deputati, der er für sieben Legislaturperioden bis 1897 angehörte. 1885 wurde er zum Oberst befördert und ihm das Kommando über das 4. Bersaglieri-Regiment anvertraut. Das Regiment führte er zwischen 1887 und 1888 sowie zwischen 1890 und 1891 im Eritreakrieg.
1890 wurde er zum stellvertretenden Befehlshaber des italienischen Expeditionskorps in der Kolonie Eritrea und zum Stadtkommandanten von Massaua ernannt. 1891 folgte seine Ernennung zum Oberbefehlshaber der italienischen Kolonialtruppen in Afrika und im Februar 1892 die zum Gouverneur von Eritrea. 1893 wurde er zum Generalmajor befördert.
Nach dem Sturz der Regierung Giovanni Giolittis Ende November 1893 wurde Baratieri von Giuseppe Zanardelli beim Versuch, eine Regierung zu bilden, als Außenminister vorgeschlagen, was aufgrund der irredentistischen Vergangenheit Baratieris die Proteste Österreich-Ungarns auslöste. Daraufhin verzichtete sowohl Baratieri auf das Amt als auch Zanardelli eine Regierung zu bilden.
Unter dem von Francesco Crispi gebildeten Nachfolgekabinett Crispi II kehrte er als Gouverneur nach Eritrea zurück, mit dem Auftrag eine gemäßigtere Kolonialpolitik einzuschlagen, was aber Baratieri nicht beherzigte. Mit seinem autoritären, militärischen Führungsstil in der Kolonie, die er wie ein Lehensherr nach eigenem Gutdünken fast wie ein Diktator regierte und unter anderem auf einer diskriminierenden Rassenpolitik basierte, eckte er in liberalen Kreisen in Rom bald an.
Auf die Unterstützung des ehemaligen Garibaldiners Crispi bauend, der eine expansive Kolonialpolitik anstrebte, wurde Baratieri in seinen Bestrebungen bestärkt. Im Rahmen der von Crispi unterstützen Expansionsbestrebungen eroberte Baratieri am 17. Juli 1894 das von den Mahdisten besetzte Kassala im Sudan, wofür er mit dem Komturkreuz des Militärordens von Savoyen ausgezeichnet wurde.
Im Dezember 1894 rückten die Italiener in Äthiopien ein. Mit Beginn des Italienisch-Äthiopischen Krieges schlugen die Truppen Baratieris am  14. Januar 1895 Ras Mengesha Yohannes bei Coatit und zwei Tage darauf bei Senafe. Im März besetzte er Adigrat und wurde zum Generalleutnant befördert. Auch nach der für die italienischen Kolonialtruppen verlustreichen Schlacht um den Amba Alagi im Dezember 1895 wurde er nicht von seinem Posten abgesetzt. Im Februar 1896 wurde er von Crispi zu einem baldigen Prestigesieg gedrängt. Als er allerdings nach langer Untätigkeit die vorrückenden Shewa am 1. März 1896 in der Schlacht von Adua angriff, erlitt seine Truppen eine verheerende Niederlage, die zum Rücktritt Crispis führten, womit auch Baratieri seinen größten Förderer verlor. Der Nachfolger Crispis Antonio Starabba di Rudinì enthob ihn schließlich seines Kommandos. Im Juni 1896 wurde Baratieri vom Militärgericht in Asmara unter anderem wegen Fahrlässigkeit und Unterlassung angeklagt. Scipio Sighele bot seine Verteidigung an, da er der Ansicht war, dass die Hauptschuld an dem Geschehenen vor allem in der Regierung Crispi zu suchen sei.
Im anschließenden Prozess wurde er freigesprochen. Im August jenes Jahres nahm er seinen Abschied, nachdem er sich zunächst auf eigenen Wunsch zur Verfügung gestellt hatte. Er zog sich ins Privatleben nach Arco und später nach Venedig zurück. In der Folgezeit fertigte er seine Memoiren über seine Zeit in Afrika an. Von einer Krankheit gezeichnet, verstarb er am 9. August 1901 in Sterzing, als er sich zur Behandlung dort aufhielt. Baratieri wurde in Arco beerdigt.

## Werke (Auswahl)
- La guerra civile di Spagna (1873–1874). Le Monnier, Florenz 1875.
- Cassala: 17 luglio 1894. Relazioni e documenti. Voghera Enrico, Rom 1894.
- Auto-difesa del generale Baratieri dinanzi al Tribunale speciale dell’Asmara.  Tip. della Casa editrice italiana (IS), Rom 1896.
- Memorie d’Africa (1892–1896). Carta generale dell’Eritrea e piani di battaglia appositamente compilati e disegnati. Bocca, Turin 1898.
- Pagine d’Africa (1875–1901). Herausgegeben und eingeführt von Nicola Labanca, Museo del Risorgimento e della lotta per la libertà, Trient 1994.